# Chilkat Inlet
Das Chilkat Inlet ist eine 26 km lange Bucht an der Mündung des Chilkat River im Panhandle im Südosten von Alaska. Sie liegt westlich der Chilkat-Halbinsel und mündet im Süden in den Lynn Canal.